# MicroRNA Missense
O mRNA missense é um RNA mensageiro contendo um ou mais códons mutados que produzem polipeptídeos com uma sequência de aminoácidos diferente do polipeptídeo de tipo selvagem ou de ocorrência natural. As moléculas de mRNA missense são criadas quando fitas de DNA modelo ou as próprias cadeias de mRNA,  sofrem uma mutação missense na qual uma sequência de codificação de proteína é mutada e uma sequência de aminoácidos alterada é codificada. As análises de microRNAs tem proporcionado diagnósticos de várias doenças pela sua super expressão ou falha.

## Biogênese
Um mRNA missense surge de uma mutação missense, no caso de um par de bases de nucleotídeo do DNA na região codificadora de um gene, que foi alterado de modo que resultou na substituição de um aminoácido por outro. A mutação pontual não é sinônima porque altera o códon do RNA no transcrito do mRNA de forma que a tradução resulta na mudança de aminoácidos. Uma mudança de aminoácido pode não resultar em mudanças apreciáveis na estrutura da proteína, dependendo se a mudança de aminoácido é conservadora ou não conservadora. Isso se deve às propriedades físico-químicas semelhantes exibidas por alguns aminoácidos.
Os mRNAs missenses podem ser detectados como resultado de dois tipos diferentes de mutações pontuais - mutações espontâneas e mutações induzidas. Mutações espontâneas ocorrem durante o processo de replicação do DNA, onde um nucleotídeo não complementar é depositado pela DNA polimerase na fase de extensão. A rodada consecutiva de replicação resultaria em uma mutação pontual. Se o códon de mRNA resultante é aquele que altera o aminoácido, um mRNA missense seria detectado. Um estudo de distribuição hipergeométrica envolvendo erros de replicação da DNA polimerase β no gene APC revelou 282 possíveis substituições que poderiam resultar em mutações missense. Quando o mRNA da APC foi analisado no espectro mutacional, ele mostrou 3 locais onde a frequência de substituições era alta.
Mutações induzidas causadas por mutagênicos podem dar origem a mutações missense. Análogos de nucleosídeos, como 2-aminopurina e 5-bromouracil, podem ser inseridos no lugar de A e T, respectivamente. A radiação ionizante, como os raios X e os raios γ, pode desaminar a citosina em uracila.
Os mRNAs missense podem ser aplicados sinteticamente em telas genéticas diretas e reversas, usadas para interrogar o genoma. A mutagênese dirigida ao local é uma técnica frequentemente empregada para criar modelos knock-in e knock-out que expressam mRNAs missense. Por exemplo, em estudos knock-in, ortólogos humanos são identificados em organismos modelo para introduzir mutações missense, ou um gene humano com uma mutação de substituição é integrado ao genoma do organismo modelo. Os fenótipos de perda de função ou ganho de função subsequentes são medidos para modelar doenças genéticas e descobrir novos medicamentos. Embora a recombinação homóloga tenha sido amplamente usada para gerar substituições de base única, novas tecnologias que co-injetam gRNA e mRNA de hCas9 do sistema CRISPR / Cas9, em conjunto com sequências de doadores de oligodesoxinucleotídeo de fita simples (ssODN) mostraram eficiência na geração de mutações pontuais no genoma.

## Implicações evolutivas

### Edição de RNA não sinônimo
As substituições podem ocorrer no nível do DNA e do RNA. As substituições de aminoácidos dependentes da edição de RNA podem produzir mRNAs missense, os quais ocorrem por meio de reações de desaminase hidrolítica. Duas das reações de desaminase mais prevalentes ocorrem através da enzima de edição de mRNA da Apolipoproteína B ( APOBEC ) e da adenosina desaminase atuando na enzima de RNA ( ADAR ) que são responsáveis pela conversão de citidina em uridina (C-para-U), e a desaminação de adenosina para inosina (A-para-I), respectivamente. Essas substituições seletivas de uridina por citidina e inosina por adenosina na edição de RNA podem produzir isoformas diferenciais de transcritos de mRNA missense e conferir diversidade de transcriptoma e função proteica aumentada em resposta a pressões seletivas.